# Floricele de porumb
Floricelele de porumb, numite și cocoșei, popcorn sau pop-corn, sunt boabe de porumb prăjite care se expandează sub acțiunea căldurii.
Pentru elaborarea floricelelor se folosesc doar boabele anumitor specii de porumb, precum Zea mays everata Sturt, respectiv doar acelea care se umflă și crapă la prăjire.
Boabele de porumb sunt prăjite în ulei vegetal, iar după expandare se sărează sau li se adaugă unt. De asemenea, în unele locuri se consumă și floricele de porumb caramelizate.

## Istorie
Floricele au fost descoperite de către amerindieni în epoca precolumbiană acum mii de ani.
În anul 1948 s-au descoperit în New Mexico floricele de porumb cu o existență de 5600 ani.
În Mexic erau numite momochtli în limba nahuatl și se expandau în oale de lut, bine încinse sau se presărau boabe peste jăratec. 
În jurul anului 1612, exploratorii francezi relatau că indienii On ke-on we făceau să explodeze boabele de porumb în vase de lut folosind nisip fierbinte. 
În 1885, Charles Cretors (Chicago, SUA) a creat o mașină comercială de fabricare a floricelelor de porumb. 